# Neoechinorhynchus tenellus
Neoechinorhynchus tenellus är en hakmaskart som först beskrevs av Van Cleave 1913.  Neoechinorhynchus tenellus ingår i släktet Neoechinorhynchus och familjen Neoechinorhynchidae. Inga underarter finns listade i Catalogue of Life.